# ويليام فيراري
ويليام فيراري (بالإنجليزية: William Ferrari)‏ هو مصمم إنتاجي أمريكي، ولد في 21 أبريل 1901 في الأرجنتين، وتوفي في 10 سبتمبر 1962 في لوس أنجلوس في الولايات المتحدة.

## وصلات خارجية
- ويليام فيراري على موقع IMDb (الإنجليزية)
- ويليام فيراري على موقع أول موفي (الإنجليزية)
- ويليام فيراري على موقع قاعدة بيانات الفيلم (الإنجليزية)